# 1920. Wojna i miłość
1920. Wojna i miłość – polski serial telewizyjny w reżyserii Macieja Migasa, którego pilotażowy odcinek wyemitowano 11 listopada 2010 roku na antenie TVP1 oraz TVP HD. Regularna emisja odbywała się począwszy od 2 marca 2011 roku (do 25 maja 2011 roku) – w środy o godz. 20.20-20.30 na antenie TVP1 oraz we wtorki o podobnej godzinie na antenie TVP HD.
Serial kręcony w Warszawie, Rzeszowie, Świlczy, Jarosławiu, Sanoku, Modlinie i Turowej Woli.

## Fabuła
Serial opowiada o losach trzech żołnierzy: Bronisława Jabłońskiego (polski szlachcic i oficer w dawnej rosyjskiej armii), Władysława Jarocińskiego (żołnierz pochodzący z chłopskiej rodziny ze Śremu, żołnierz dawnej pruskiej armii) i Józefa Szymańskiego (matematyk ze Lwowa, oficer legionów w c.k. armii), o ich przyjaźni, związkach z kobietami oraz walce o niepodległą Polskę. Historia toczy się w latach 1918–1920, kiedy kraj stanął w obronie swoich granic, której zagrażała ofensywa Armii Czerwonej. Wspólnym wrogiem Władka, Bronka i Józefa jest Rosjanin Aleksander Sribielnikow.

## Obsada aktorska
- Wojciech Zieliński jako podporucznik/kapitan (po przeniesieniu się do kawalerii Rotmistrz) Władek Jarociński
- Tomasz Borkowski jako podporucznik/porucznik Józef Szymański
- Jakub Wesołowski jako porucznik (w okresie pełnienia służby w kompanii karnej strzelec) Bronek Jabłoński
- Michał Żurawski jako komisarz ludowy Aleksandr Lwowicz Sribielnikow
- Karolina Chapko jako szlachcianka Zosia Olszyńska, ukochana Władka walcząca w jego szwadronie w stopniu ułana
- Lesław Żurek jako strzelec Mieczysław Pijanowski
- Eryk Lubos jako Wasilij Gregoriewicz Tkaczenko, dowódca szwadronu kozaków
- Krzysztof Globisz jako kolejarz Lew Sribielnikow, ojciec Aleksandra
- Marek Bukowski jako major Adam Mikulicz
- Ireneusz Czop jako Jakub Langenlfeld, kapitan wywiadu, przełożony i przyjaciel Józefa
- Filip Garbacz jako Lech Kozłowski
- Mirosław Baka jako Naczelnik Państwa Polskiego marszałek Józef Piłsudski
- Lech Łotocki jako profesor Witold Kozłowski
- Monika Jóźwik jako żona profesora Kozłowskiego
- Marcin Tyrol jako Bocian, ordynans Jarocińskiego
- Igor Stiepanow jako Sawieliew
- Monika Kwiatkowska-Dejczer jako Jadwiga Korwin-Sawicka (po ślubie Korwin-Szymańska), żona Józefa
- Maciej Beczek jako żołnierz
- M. Domorowicz
- Jacek Dzięgiel
- P. Furgot
- Arkadiusz Porada
- Magdalena Waligórska jako kobieta w dorożce
- S. Wielobób
- W. Wydręchowicz
- Katarzyna Maciąg jako Lulu Biedrzycka, narzeczona Bronka
- Karolina Nolbrzak jako Pola
- Danuta Stenka jako szlachcianka Teresa Olszyńska, matka Zosi i Teofila
- Piotr Gąsowski jako komisarz ludowy Izaak Mosiewicz Lipman
- Małgorzata Puzio-Miękus jako Sabina
- Olgierd Łukaszewicz jako Maurycy Olszyński, ojciec Zosi i Teofila
- Maciej Nawrocki jako ułan Teofil Olszyński, brat Zosi
- Marek Lewandowski jako pułkownik sztabu generalnego
- Jerzy Łapiński jako Ambroży, ordynans we dworze
- Tomasz Sobczak jako dowódca pułku
- Piotr Sobczak jako Szpilman
- Jagoda Pietruszkówna jako Szczepanowa
- Andrzej Mastalerz jako Szczepan Miara
- Ireneusz Dydliński jako policjant w antykwariacie
- Nikolay Ortynskiy jako bolszewik
- Konrad Marszałek jako Bielas
- Piotr Nowak jako porucznik Stefański
- Arkadiusz Detmer jako chorąży Serafin
- Sebastian Fabijański jako Niewczas
- Mariusz Jakus jako komisarz bolszewików
- Sławomir Orzechowski jako kapitan Jan Miłoszewski
- Przemysław Bluszcz jako dowódca kompanii karnej
- Piotr Żurawski jako Staszek Batowski
- Marcin Łuczak jako porucznik Kowalewski
- Henryk Gołębiewski jako złodziej
- Kazimierz Mazur jako podporucznik Mateusz Dobrowolski
- Mariusz Zaniewski jako hrabia Edward Ostrowski
- Marcin Rogacewicz jako adiutant kapitana z biura szyfrów
- Artur Dziurman jako major/pułkownik Wojska Polskiego, dowódca pułku piechoty Władka
- Sławomir Jóźwik jako woźnica
- Bartłomiej Firlet jako Pietrek Miara

## Lista odcinków
| Data premiery na TVP1 | Nr odcinka | Tytuł odcinka      |
| --------------------- | ---------- | ------------------ |
| 11 listopada 2010     | 1          | Powrót             |
| 9 marca 2011          | 2          | Początek           |
| 16 marca 2011         | 3          | Pierwsze uderzenie |
| 23 marca 2011         | 4          | Zdrada             |
| 30 marca 2011         | 5          | Braterstwo         |
| 6 kwietnia 2011       | 6          | Ucieczka           |
| 13 kwietnia 2011      | 7          | W okopach          |
| 20 kwietnia 2011      | 8          | Odwrót             |
| 27 kwietnia 2011      | 9          | Do broni           |
| 4 maja 2011           | 10         | Zniewolenie        |
| 11 maja 2011          | 11         | Szwadron           |
| 18 maja 2011          | 12         | Przełom            |
| 25 maja 2011          | 13         | Biały fortepian    |

## Opisy odcinków
| Nr odcinka     | Tytuł odcinka | Premiera odcinka                                  |  |
| -------------- | --- | ------------------------------------------------- |  |
| Seria pierwsza | |                                                   |  |
| 1              | „POWRÓT” | 11 listopada 2010 (TVP1 / TVP HD)                 |  |
| 1              | |                                                   |  |
| 1              | Wieś Ruska, 1918 rok (Sztab białogwardzistów) |                                                   |  |
| 1              | Oficer rosyjskiej armii melduje majorowi Adamowi Mikuliczowi, że do wsi zbliża się oddział bolszewicki. W tej chwili strzał wybija okno w izbie. Mężczyźni wybiegają z chaty. Później bolszewicy łapią ich i przesłuchują. Obu (po przesłuchaniu) udaje się uciec. |                                                   |  |
| 1              | |                                                   |  |
| 1              | Obóz Legionów Polskich pod Kaniowem |                                                   |  |
| 1              | Józef Szymański oznajmia oficerom, że ich dowództwo odrzuciło ultimatum niemieckie. Postanawiają walczyć do ostatniego naboju i dotrzeć do Polski. Wieczorem przygotowali się walki z zaborcą. Tylko Józef ocalał z walki. Później próbuje zabić przeciwników. Tam poznaje Władka i razem uciekają przed Niemcami. Wkrótce poznają Bronka, a on podstępem sprawdza narodowość mężczyzn. Chwilę potem zaprzyjaźniają się. Niestety Niemcy chwytają ich i wiozą do obozu jenieckiego. |                                                   |  |
| 1              | |                                                   |  |
| 1              | Pozycje niemieckie |                                                   |  |
| 1              | Pewien niemiecki oficer mówi polskiemu żołnierzowi, że tworzy się wielka Rzesza niemiecka. |                                                   |  |
| 1              | |                                                   |  |
| 1              | Obóz jeniecki, okolice Warszawy (Pół roku później) |                                                   |  |
| 1              | Pół roku później, Bronek Jabłoński i Józef Szymański będąc w obozie jenieckim czekają na koniec wojny. Wkrótce owa informacja dociera i tam. Wszyscy się cieszą. Niemcy chcą wywieźć Władka Jarocińskiego, ale Bronek i Józef szybko reagują i odbijają kolegę. Potem przy pomocy drezyny dojeżdżają do stacji kolejowej, w której mieszka ojciec Aleksandra Sribielnikowa, zawiadowca stacji. Dostają od niego rower i wspólnymi siłami próbują dojechać do Warszawy. Jednak przed miastem rozdzielają się. Władek i Bronek idą do Komisji Werbunkowej, a Józef w swoją stronę. Bronek spotyka majora Mikulicza. Józef Piłsudski po rozmowie z Józefem każe przydzielić mu mundur oficerski. |                                                   |  |
| 1              | |                                                   |  |
| 2              | „POCZĄTEK” | 9 marca 2011 (TVP1) 15 marca 2011 (TVP HD)        |  |
| 2              | Aleksander z oddziałem przejeżdża przez pewną wieś. Pyta się mieszkańców, czy nie widzieli czegoś podejrzanego. Ci odpowiadają, że nie. Bolszewicy przesłuchują ludzi, którzy zamiast robić w polu, zrobili sobie wolne i sabotują budowę nowego państwa. Zostają za to skazani na karę śmierci. Bronek wraz z Mieczysławem Pijanowskim odpoczywają, chodząc po barach. Porucznik w armii niemieckiej, Władek, zakochał się w córce Olszowskich. Mieczysław daje Bronkowi do zrozumienia, że musi wykonać pewną intrygę. |                                                   |  |
|                | |                                                   |  |
| 3              | „PIERWSZE UDERZENIE” | 16 marca 2011 (TVP1) 22 marca 2011 (TVP HD)       |  |
| 3              | Polska armia przygotowuje się do ataku. Aleksander wraca do Polski, do ojca. Gdy jest na miejscu, odwiedza kilka znajomych osób, między innymi Olszowskich. Przekupieni przez Aleksandra agitatorzy bolszewiccy w polskiej armii namawiają żołnierzy do ucieczki z wojska, narzekając na rygor i rozpuszczając pogłoski jakoby w Warszawie wybuchło powstanie. Władek przyjechał do Olszowskich, by się pożegnać, gdyż jego oddział dostał komendę wymarszu. Gdy oddział poszedł zwiadem na most, zaatakowali ich tam bolszewicy. Pociąg pancerny z Józefem Piłsudskim ruszył im na pomoc. Gdy Władek zauważył, że pod mostem jest ładunek wybuchowy, przepłynął rzekę i odciął przewód, rozbrajając ładunek. Niestety, zaraz po tym bolszewicy trafili go; postrzelony wpadł do rzeki. Pociąg pancerny Józefa Piłsudskiego prowadząc ogień przejechał na drugi brzeg. |                                                   |  |
|                | |                                                   |  |
| 4              | „ZDRADA” | 23 marca 2011 (TVP1) 29 marca 2011 (TVP HD)       |  |
| 4              | Władek Jarociński leży w szpitalu. Przychodzi do niego Józef Piłsudski i oznajmia mu, że za uratowanie mostu z narażeniem życia, Polska odznacza go orderem wojskowym Virtuti Militari V klasy. Jednocześnie awansuje o dwa stopnie do rangi Kapitana. Mężczyzna jest z tego dumny, gdyż myśli iż Zosia zacznie wreszcie zwracać na niego uwagę. Józef z Jadwigą planują ślub. Bronek otrzymuje od dostawcy mąki kopertę z pokaźną sumą pieniędzy. W majątku Dąbrówka policja przeszukuje chałupy, szuka Szczepana, który dostarczał do garnizonu komunistyczne ulotki i namawiał do buntu i dezercji. Aleksander otrzymuje depeszę, musi stawić się w Warszawie. Tu okazuje się, że został zabity agent bolszewickiej siatki wywiadowczej, który padł ofiarą bandyckiego napadu. Aleksander musi odbudować przerwaną strukturę. W tym celu nawiązuje współpracę z Sabiną, właścicielką eleganckiego salonu z kapeluszami. Lulu jest w ciąży. |                                                   |  |
|                | |                                                   |  |
| 5              | „BRATERSTWO” | 30 marca 2011 (TVP1) 5 kwietnia 2011 (TVP HD)     |  |
| 5              | Władysław po powrocie ze ślubu Józka, zatrzymuje się na kilka dni w majątku Olszyńskich. Próbuje zbliżyć się do Zosi. Ona jednak wciąż trzyma go na dystans, bawi się jego uczuciem, jest ironiczna i złośliwa. Władysław próbuje zatem jej własnej broni. Ku jego zaskoczeniu, Zosia trochę się zmienia. Jadwiga okazuje się sowiecką agentką, przychodzi do salonu Sabiny i przekazuje meldunki. Józef niczego się nie domyśla. O procederze fałszowania mąki dowiaduje się dowódca Bronka, major Mikulicz. Bronek zostaje aresztowany. Na rozprawie Mikulicz broni Bronka. |                                                   |  |
|                | |                                                   |  |
| 6              | „UCIECZKA” | 6 kwietnia 2011 (TVP1) 12 kwietnia 2011 (TVP HD)  |  |
| 6              | Bronek zostaje zdegradowany do stopnia szeregowego i tymczasowo osadzony w więzieniu gdzie czaka na skierowanie do karnej kompanii. Lulu odwiedza go w więzieniu. Przypomina mu o dziecku. Wykorzystując osobisty wdzięk, budzi w Bronku chęć do życia i dodaje mu otuchy. Jadwiga otrzymuje instrukcje od Sabiny. Po powrocie do domu jej syn Tomek kaleczy się w rękę i mocno krwawi. Józef pomaga żonie w opatrywaniu chłopca, wtedy też zauważa dwa listy wystające z torebki Jadwigi, których w zamieszaniu nie zdążyła schować. Kierowany zazdrością Józef pod nieobecność żony odnajduje listy ukryte w skrytce w toaletce. Okazuje się, że Jadwiga dostała je od rodziców z Rosji, choć przedtem zapewniała, że oni nie żyją. Józef powiadamia o tym swoich przełożonych, a ci kontrwywiad. Ambroży, służący Olszyńskich, podsłuchuje rozmowę Aleksandra z synem Szczepana. Dowiaduje się prawdy o Aleksandrze i zawiadamia Olszyńskiego, a ten przekazuje sprawę policji. Aleksander zabija Olszyńskiego i ucieka na Wschód. Władek z oddziałem wojska odnajduje ukrywającego się w lesie Szczepana. |                                                   |  |
|                | |                                                   |  |
| 7              | „W OKOPACH” | 13 kwietnia 2011 (TVP1) 19 kwietnia 2011 (TVP HD) |  |
| 7              | Józef wypytuje Jadzię o rodziców. Próbuje sobie wytłumaczyć, że jego podejrzenia to pomyłka. Kontrwywiad ma jednak coraz mniej wątpliwości. Aby się ostatecznie upewnić, przygotowuje fałszywe dane i podrzuca je Jadwidze. Ta przekazuje dokumenty Sabinie. Władek ze swoim pułkiem, żegnany przez Zosię i Teofila, wyrusza na front. Dziewczyna daje mu w prezencie medalik. Oddział Aleksandra i Tkaczenki przesłuchuje polskiego oficera. Torturowany jeniec podaje rzeczywiste dane o dyslokacji polskich wojsk, ale Tkaczenko jest przekonany, że kłamie. Sowiecki wywiad dostarczył mu inne informacje, spreparowane przez polski kontrwywiad. Pierwszy atak zostaje odparty przez Władka, dopiero pod naporem drugiego kompania z ciężki stratami się wycofuje. Jadwiga zostaje aresztowana. Na przesłuchaniu przyznaje się do współpracy z sowieckim wywiadem. Twierdzi, że była szantażowana. Grożono jej, że w razie odmowy, zginą jej rodzice. |                                                   |  |
|                | |                                                   |  |
| 8              | „ODWRÓT” | 20 kwietnia 2011 (TVP1) 26 kwietnia 2011 (TVP HD) |  |
| 8              | Józef zostawia Tomka u zaprzyjaźnionej rodziny profesorostwa, a sam wyrusza na front. Bronek trafia do kompanii karnej, ma zabezpieczać przeprawę polskich wojsk wycofujących się na Zachód. Zaczyna się kolegować ze strzelcem Sową, ich dowódca podporucznik Nowak jest gotów stracić wszystkich ludzi by utrzymać pozycję. Jest to spowodowane faktem za którym został tam skierowany. Bronek wpada na pomysł wrzucenia kozłów z drutami kolczastymi do rzeki, most zostaje podpalony. Resztki kompanii Władka w ostatniej chwili przeprawiają się przez most. Po chwili pojawiają się bolszewicy, próbują przeprawić się przez rzekę, ale wpadają na ukryte pod wodą kozły z drutem kolczastym. Ponoszą dotkliwe straty i wycofują się. Teofil wbrew woli matki wstępuje do ochotniczego oddziału jazdy ochotniczej. |                                                   |  |
|                | |                                                   |  |
| 9              | „DO BRONI” | 27 kwietnia 2011 (TVP1) 3 maja 2011 (TVP HD)      |  |
| 9              | Kompania karna z Bronkiem niespodziewanie znajduje się na tyłach wojsk bolszewickich. Muszą przebijać się do polskich stanowisk, choć nie ma jasno wyznaczonej linii frontu. Przeciwnik może być wszędzie. Rozbity oddział Władka obserwuje z ukrycia scenę wymordowania polskich oficerów. Niestety, nie mogą nic zrobić. Józef wciąż nie ufa Jadwidze. Bez wiedzy kontrwywiadu zmienia treść meldunku, który trafia potem do Sabiny. Narzeczona Miecia, Pola, decyduje się zgłosić na front jako sanitariuszka. Miecio jest temu przeciwny. Wkrótce sam musi uciekać przed grożącą mu karą za udział w aferze mącznej. Zgłasza się na ochotnika do wojska. Zdziesiątkowany oddział Władka podczas odwrotu spotyka polskich kawalerzystów, a wśród nich Teofila. Władek – jako świetny jeździec – wraz z resztami swojej kompanii wstępuje do szwadronu jazdy. Wkrótce wyruszają do miejsca koncentracji polskich wojsk nad Wieprzem. Po drodze wstępują do Dąbrówki, żegnają się z Olszyńską i Zosią. Władek nabierając odwagi całuje Zosię w policzek tłumacząc to jako podziękowanie za medalik, który przyniósł mu szczęście. Kobiety zostają same. |                                                   |  |
|                | |                                                   |  |
| 10             | „ZNIEWOLENIE” | 4 maja 2011 (TVP1) 10 maja 2011 (TVP HD)          |  |
| 10             | Oddział Tkaczenki wchodzi do Dąbrówki, w czworakach zachowują się poprawnie, ale w majątku dokonują grabieży i gwałtów. Ich ofiarą pada Olszyńska, tymczasem Tkaczenko atakuje Zosię. Pojawia się spóźniony Aleksander. Zabiera nieprzytomną Zosię do pobliskiego hotelu, w którym mieszka i urzęduje. Józef odczytuje przechwyconą depeszę bolszewików, która podpowiada Polakom, gdzie mają uderzyć. Piłsudski przystępuje do opracowania planu kontrnatarcia. Tkaczenko odnajduje w mieszkaniu Lwa Sribielnikowa ukrywającego się tam polskiego jeńca, przy okazji orientuje się, że naczelnik stacji jest ojcem Aleksandra. Lew Sribielnikow trafia do siedziby miejscowego Czeka. Aleksander próbuje go stamtąd wydostać, ale sam jest zmuszony uciekać, gdy żołnierze Czeka przychodzą po niego. Sytuację wykorzystuje Szczepan. Wypuszczony właśnie z więzienia przez Armię Czerwoną, dopada Zosię. Teofil podrywa jedną z pielęgniarek ze szpitala polowego, gdy dociera tam z całym szwadronem odkrywają masakrę, której sprawcą był nieznany oddział. |                                                   |  |
|                | |                                                   |  |
| 11             | „SZWADRON” | 11 maja 2011 (TVP1) 17 maja 2011 (TVP HD)         |  |
| 11             | Aleksander zostaje przyjęty do oddziału bolszewickiej piechoty jako krasnoarmieniec Czerkiesow zbiegły z polskiej niewoli. Oddział Władka podczas przeprawy przez płytką rzekę znajduje nieprzytomną Zosię. Ułani zabierają dziewczynę ze sobą. Wskutek traumatycznych przeżyć Zosia często miewa ataki histerii albo popada w odrętwienie. Władysław wie, że nie może jej pomóc, ale bardzo się o nią troszczy. Kobieta wyznaje mu, że jest jej bliski jak rodzina, ale nigdy nie będą razem. Oddział piechoty z Aleksandrem atakuje kompanię karną. Polacy po krótkiej walce poddają się, a bolszewicy odnajdują oficerów. Aleksander rozpoznaje Bronka, wie, że ten jest byłym oficerem, ale sam też się ukrywa, więc nie zdradza jego prawdziwej tożsamości. Uderzenie zwykłego żołnierza tłumacz iż ten się dziwnie na niego patrzył. Bronek ma zostać rozstrzelany, lecz za niego zgłasza się dowódca kompanii. Polski kontrwywiad jeszcze raz wykorzystuje Jadwigę w grze z sowieckim wywiadem, gdy w ręce bolszewików wpadają plany polskiej kontrofensywy. Jadwiga przekazuje dane potwierdzające te plany, ale bolszewicy już nie wierzą w prawdziwość jej meldunków. Po tej akcji Sabina zostaje aresztowana, a Jadwiga zwolniona z pracy. Józef wyjeżdża ze sztabem Piłsudskiego. |                                                   |  |
|                | |                                                   |  |
| 12             | „PRZEŁOM” | 18 maja 2011 (TVP1) 24 maja 2011 (TVP HD)         |  |
| 12             | Bolszewicy zdobywają Radzymin. Miecio wraz z ochotnikami przygotowuje się we wsi Osowo do ataku na bolszewickie pozycje. W gęstej mgle nie widać przeciwnika. Mietek idzie w tyralierze. Atak okazuje się zwycięski, ale są duże straty ginie między innymi Leszek Kozłowski- syn przyjaciół Józefa a kolega Mietka. W punkcie koncentracji Zosia ćwiczy strzelanie i walkę wręcz. Zostaje pełnoprawnym żołnierzem szwadronu. Szala zwycięstwa przechyla się na polską stronę. Radzymin zostaje odebrany z rąk bolszewickich, Aleksander ucieka. Bronek dzięki pomocy oficera z carskich czasów organizuje ucieczkę z obozu jenieckiego. Józef przystępuje do szwadronu Władka, razem ruszają, jako szpica kontruderzenia wojsk polskich. W zdobytym miasteczku spotykają Bronka. Mężczyzna również wstępuje do szwadronu. |                                                   |  |
|                | |                                                   |  |
| 13             | „BIAŁY FORTEPIAN” | 25 maja 2011 (TVP1) 31 maja 2011 (TVP HD)         |  |
| 13             | Szwadron z Władkiem, Bronkiem, Józefem, Teofilem i Zosią wkracza do Dąbrówki. Są przerażeni tym, co zobaczyli po krótkim okresie okupacji sowieckiej. Teofil i Zosia znajdują swoją matkę, ale ona nie poznaje dzieci. Szwadron rusza w drogę w kierunku pobliskiego miasteczka, z którego w panice ewakuują się bolszewicy. W opuszczonej siedzibie Czeka Aleksander znajduje ciało swego ojca. Jest zrozpaczony, musi jednak uciekać, widać już bowiem polskich kawalerzystów. Zosia jednym cięciem szabli powala go na ziemię, mężczyzna ginie. Szwadron od jednego z jeńców dowiaduje się o pozycji oddziału Tkaczenki i przygotowuje plan uderzenia. Podczas ataku Bronek zostaje ranny, a Józef ginie. Zosia chce zabić schwytanego Tkacznke, lecz nie ma odwagi, mężczyznę zabija Władek. Jest to zemsta za krzywdę Zosi i śmierć Józefa, którego bolszewik zastrzelił. W nocy podczas obozu Władek modli się nad zwłokami Józka, mężczyzna płacze, gdyż uważa to za swoją winę iż pozwolił mu dołączyć do szwadronu. Pociesza go Zosia, która łamie już kruche lody niechęci. W szpitalu gdzie przewieźli Bronka leży też Mikulicz, który stracił oko i rękę. Obu odwiedza Mietek, którego oddział znalazł biały fortepian. W ostatniej scenie wszyscy są nad grobem Józefa, lecz pokazana zostaje tylko scena gdzie stoją nad nim Władek, który otrzymał Krzyż Walecznych i Bronek przywrócony do stopnia porucznika. Kilka metrów dalej stoi Jadwiga z Tomkiem, którzy opłakują Józefa. |                                                   |  |

## Opis bohaterów
- Władysław Jarociński pochodzi ze Śremu z chłopskiej rodziny leutnant w armii niemieckiej, w czasie bitwy pod Kaniowem poznał Józefa. Jako dezerter trafił do karceru w obozie skąd uwolnili go Józek i Bronek. Został podporucznikiem WP, a po bohaterskim wyczynie w Wyprawie Kijowskiej, w którym został ranny otrzymał awans na kapitana i srebrny krzyż Virtuti Militari klasy V. Zakochany w szlachciance Zosi Olszyńskiej. Dowodził najpierw plutonem a później kompanią piechoty, a po przejściu do kawalerii Ochotniczym Szwadronem Śmierci. Po wojnie otrzymał Krzyż Walecznych. W ostatnim odcinku Zosia uległa jego zalotom.
- Józef Szymański pochodzi ze Lwowa, matematyk z Uniwersytetu Lwowskiego. Leutnant C.K. Armii, następnie podporucznik w Legionach, Polskim Korpusie Posiłkowym i Polskiej Sile Zbrojnej. Następnie jeniec. W 1918 wstąpił za namową swego znajomego profesora Kozłowskiego do Wojska Polskiego i został porucznikiem wywiadu. Ożenił się w maju 1920 z Jadwigą Korwin-Sawicką nie wiedząc, że jest ona agentką sowieckiego wywiadu. Zginął w starciu z oddziałem Tkaczenki.
- Bronisław Jabłoński pochodzi z Wilna, szlachcic herbu Poraj. Lejtnant Armii Carskiej i Wojska Polskiego. Dzięki swojemu przyjacielowi Mietkowi Pijanowskiemu poznał aktorkę kabaretową Lulu Biedrzycką. Przez Mietka i młynarza, który sprzedał mu mąkę gorszej jakości, wplątał się w aferę korupcyjną. Został za to zdegradowany do stopnia strzelca i skierowany do karnej kompanii. Dzięki znajomemu z Armii Carskiej, który został dowódcą kompanii w RKKA zbiegł z niewoli i dołączył do szwadronu Władka. Ciężko ranny w starciu ze szwadronem Tkaczenki. Za zasługi na froncie przywrócono mu stopnieć oficerski. Ostatecznie pogodził się z Mieciem. Razem z Lulu spodziewali się dziecka.
- Aleksandr Lwowicz Sribielnikow komisarz ludowy RKKA, syn Rosjanina Lwa Sribielnikowa i Polki Anny Sribielnikow z Gajewskich. Za młodu zakochany w Zosi Olszyńskiej. Studiował inżynierię wodną w Petersburgu. Na krótko wrócił do Polski jako radziecki agent, zabił w czasie ucieczki Maurycego Olszyńskiego. Z powodu podejrzeń o zdradę uciekł i na nowo wstąpił do Armii Czerwonej jako krasnoarmiejec Czerkiesow. Zginął z rąk Zosi.
- Zofia Olszyńska szlachcianka z majątku Dąbrówka na Mazowszu, córka Teresy i Maurycego Olszyńskich, siostra Teofila, ukochana Władka. Początkowo opierała się jego zalotom, lecz odwzajemniała je po cichu. Z powodu szlacheckiego pochodzenia zgwałcona najpierw przez żołnierza Armii Czerwonej, a następnie przez Tkaczenkę. Od dalszych gwałtów ocalił ją jej były adorator Aleksander Sribiernikow. Po ucieczce dołączyła do oddziału Władka i z powodu planowanej zemsty wstąpiła do Armii Polskiej, gdzie służyła w stopniu ułana. Wówczas wyznała Władkowi, że jest jej bliski, ale nigdy nie będą razem. Zabiła Aleksandra – mordercę jej ojca, chciała zabić też Tkaczenkę, lecz zabrakło jej odwagi – mężczyznę zabił Władek, była to jego zemsta za gwałt na Zosi i śmierć Józka. W końcu uległa zalotom Władka.
- Józef Piłsudski Naczelnik Państwa Polskiego i Marszałek Polski.
- Wasilij Grigoriewicz Tkaczenko dowódca szwadronu kozaków w RKKA, był wyznania prawosławnego, bezwzględny i okrutny. Był kobieciarzem, gwałcił Zosię. On zastrzelił Józefa. Zginął z rąk Władka.
- Izaak Mosiewicz Lipman komisarz ludowy w Armii Czerwonej, z pochodzenia Żyd. Lubił wiersze i muzykę. Ginie w odcinku 13.
- Jadwiga Korwin-Sawicka (po ślubie Korwin-Szymańska) wdowa po oficerze Legionów, mama Tomka, a następnie żona Józefa, za cenę życia swoich rodziców (mieszkających w Rosji) współpracuje z bolszewickim wywiadem jednak po wykryciu wrogiej działalności rozpoczyna współpracę z wywiadem polskim.
- Lulu Biedrzycka aktorka kabaretowa, ukochana Bronka z którym spodziewa się dziecka.
- Teofil Olszyński szlachcic, syn Teresy i Maurycego, brat Zosi. Wstąpił do kawalerii ochotniczej, służył w niej w stopniu ułana. Dobrze jeździł konno, przydzielony do szwadronu Władka.
- Teresa Olszyńska matka Zosi i Teofila, żona Maurycego. Z powodu szlacheckiego pochodzenia zgwałcona przez żołnierza RKKA.
- Maurycy Olszyński ojciec Zosi i Teofila, mąż Teresy. Zginął z rąk Aleksandra.
- Mieczysław Pijanowski szlachcic, krewny majora Mikulicza. Ma narzeczoną Pole, wplątał Bronka w aferę korupcyjną. Wstąpił do ochotniczego pułku piechoty, służył w nim w stopniu strzelca, za zasługi na froncie otrzymał Krzyż Walecznych.
- Jakub Langenfeld kapitan polskiego wywiadu, naczelnik wydziału szyfrów. Przyjaciel Józefa.
- Jan Miłoszewski kapitan WP, dowódca kompanii Władka. Ubliża mu z powodu jego pochodzenia społecznego, zginął w czasie wyprawy na Kijów.
- Adam Mikulicz major Armii Carskiej i Wojska Polskiego, w obu armiach przełożony i przyjaciel Bronka, wuj Mietka. Zaproponował mu w 1918 pracę w intendenturze, gdyż obaj nie są stworzeni do służby w okopach a inni zrobią to za nich z powodzeniem. W czasie walk w 1920 na skutek wybuchu armatniego stracił oko i rękę.
- Stanisław Stefański porucznik WP, dowódca kompanii piechoty, kolega Władka. Po rozbiciu połączył się z rozbitą kompanią Władka. Następnie razem przeszli do kawalerii. W Ochotniczym Szwadronie Śmierci dowodził plutonem.
- Nowak Podporucznik i dowódca kompanii karnej WP. Skierowany tam za odmówienie wykonania rozkazu (miał iść na pozycję bolszewickiego CKM-u, lecz bojąc się o życie swoich żołnierzy odmówił, jego zastępca poszedł z nimi wracając z jednym rannym i zdobytym karabinem maszynowym). Ginie prosząc oficera Armii Czerwonej by zabił jego, a nie Bronka.
- Sowa strzelec kompanii karnej, kolega Bronka. Nie wiadomo za co został tam skierowany. Dostał się do radzieckiej niewoli.
- Dowódca pułku piechoty major/pułkownik WP, dowódca pułku piechoty Władka stacjonującego w Dąbrówce.
- Dowódca pułku ułanów major WP, dowódca pułku kawalerii ochotniczej do której wstąpił Teofil, a następnie połączone ze sobą kompanie Władka i Stefańskiego. W odcinku 12 w czasie starcia spadł z konia na drut kolczasty i został ranny w nogę.
- Serafin chorąży WP, dowódca plutonu w kompanii Władka, a następnie w jego szwadronie.
- Lech Kozłowski harcerz, syn profesora Kozłowskiego – znajomego Józefa. Zaciągnął się do Armii Ochotniczej, zakolegował się z Mietkiem. Zginął pod Radzyminem.
- Lew Sribiernikow Rosjanin, naczelnik stacji kolejowej w Dąbrówce. Ożenił się z Polką, jest ojcem Aleksandra. Zgiął w siedzibie WCzK za domniemanie ukrywanie polskiego jeńca.
- Ambroży kamerdyner w majątku Olszyńskich.
- Szczepan Miara chłop z majątku Dąbrówka, działacz komunistyczny.

## Niezrealizowany drugi sezon
W wywiadzie udzielonym w czerwcu 2013 roku producentka serialu Monika Jóźwiak opowiedziała o planach na drugi sezon – „Aktualnie pracujemy nad scenariuszami do drugiej, 13-odcinkowej części serialu "Wojna i miłość" i prowadzimy rozmowy z Telewizją Polską na temat ewentualnej kontynuacji. Na razie jednak nic nie zostało jeszcze przesądzone. Nie wiadomo, czy w ogóle ani kiedy konkretnie powstanie drugi sezon. O starcie zdjęć ani terminie emisji nie ma mowy. Wszystko oczywiście rozbija się o pieniądze. My jako producenci pracujemy nad tym projektem, bo wierzymy w niego i wciąż liczymy na ciąg dalszy. Akcję kolejnych odcinków chcielibyśmy umieścić od grudnia 1922 roku, czyli od śmierci prezydenta Gabriela Narutowicza do zamachu majowego w 1926 roku.”